# Múromitsi
Múromitsi (en rus: Муромицы) és un poble de l'óblast de Leningrad, a Rússia, que el 2017 tenia vuit habitants.